# 批判理論
批判理論（英語：Critical theory），在人文與社會科學中通常指稱各個領域裡大致从1960年代開始的新興理論，其中有結構主義、後結構主義、解構、馬克思主義、女性主義等等。而與它相關的領域之發展則包含有文學理論（這常常是批判理論的一個粗略同義詞）、文化研究、美學、理論社會學、社會理論、歐陸哲學等等。
批判理論這個名詞的第一次使用，是法蘭克福學派（是指法蘭克福大學社會研究所的成員、其知識與社會網絡、以及那些在知識方面受到他們影響的人）用來形容他們自己的著作。從那時候起，這就變成了一個廣泛的名詞，表示那些透過人文學科方法生產出來的論述。這個名詞指涉的領域包括了馬克思理論如法蘭克福學派、心理分析理論（精神分析學）如雅克·拉岡、符號學和語言學理論如朱莉娅·克里斯蒂娃與羅蘭·巴特、酷兒研究、文化研究以及批判種族理論等等。不過，批判理論並沒有一個明確的範疇。
要確實說出批判理論是從什麼時候開始變成一個概念是有困難的。有些人覺得這是從法蘭克福學派開始，畢竟那是這個名詞第一次使用的地方。 有些人認為這個名詞會變成目前的樣子來使用與雅克·德希達於1966年在約翰霍普金斯大學發表的《人文科學話語的結構、符號和嬉戲》（Structure, Sign, and Play in the Discourse of the Human Sciences）一文有關。有些人則認為原本就没有一個清楚起點的東西，卻想要為它找出一個清楚的起點，這是一種過度簡化的作法，並且指出傅柯與拉岡早在德希達發表那篇論文之前就已經維持數十年的寫作了，而他們現在顯然被認為是批判理論的一部分。還有些人指出這些批判理論是奠基在尼采、佛洛伊德、馬克思與索緒爾等人的著作之上。有些人甚至追溯到更遠之前。马尔库塞的《理性與革命》（Reason and Revolution，1941年倫敦）提出論點說批判思想是從黑格爾的否定哲學（negative philosophy）開始的。有些人則覺得是從康德的思想，甚至是從古典哲學開始。
儘管如何去界定其範疇與根源是有困難的，我們還是能夠對批判理論進行一些描述。批判理論通常是受到後現代與後結構理論的形塑，不過它並不絕對屬於後現代主義。它關切的主題是私領域與公領域內的認同問題，尤其是這兩個領域的認同之間不協調的問題。因此，批判理論的一個主要焦點就是關於形成認同的過程。這方面的主要思想家包括了拉康、阿尔都赛與海德格爾。
批判理論的第二個主要焦點是關於文化機構（包括了媒體、宗教一直到科學與學術成果）如何被使用來形塑認同以及指定有哪些東西在一個文化裡面是真實、正常或可被接受的，並且將特權給了某些人，而邊緣化或否定了其他的人。批判理論會注意這些造成特權與邊緣化過程的機制，並常常思考對抗這些機制的政治行動可能。這方面的主要思想家包括了德希達、傅柯與法蘭克福學派。
批判論學者認為批判方式產生的知識除了觀察者可以選擇自己的視角以外，通常都會加上自己個人的價值判斷。舉廣告中的女性模特兒的例來說，批評大眾對於模特兒身材的嚴格要求(苗條)以及對女性身體的物化。

## 批判思想家列表
以下思想家按照其英文姓氏排列：
- A狄奧多·阿多諾（Theodor Adorno）、路易·阿圖塞（Louis Althusser）
- B羅蘭·巴特（Roland Barthes）、 瓦尔特·本亚明（Walter Benjamin）勞倫·貝蘭特（Lauren Berlant）、霍米·巴巴（Homi Bhabha）

让·博德里亚（Jean Baudrillard）蘇珊·波爾多（Susan Bordo）、皮埃尔·布尔迪厄（Pierre Bourdieu）、茱蒂絲·巴特勒（Judith Butler）
- D泰瑞莎·羅樂蒂（Teresa de Lauretis）、吉勒·德勒兹（Gilles Deleuze）、雅克·德里达（Jacques Derrida）
- E米歇爾·艾布斯坦（Mikhail Epstein）
- F法蘭茲·法農（Franz Fanon）、米歇尔·福柯（Michel Foucault）
- G菲力克斯·加達里（Felix Guattari）
- H約根·哈伯瑪斯（Jurgen Habermas ）、麥克斯·霍克海默（Max Horkheimer）
- K朱莉娅·克里斯蒂娃（Julia Kristeva）
- L雅克·拉岡（Jacques Lacan）、李奧·羅文塔爾（Leo Lowenthal）
- M赫伯特·马库塞（Herbert Marcuse）、卡尔·马克思（Karl Marx）
- N奧斯卡·內格特（Oskar Negt）
- P佛里德里西·波洛克（Friedrich Pollock）
- S爱德华·赛义德（Edward Said）、伊娃·科索夫斯基·賽菊克（Eve Kosofsky Sedgwick）
- V保羅·威里利歐（Paul Virilio）
- Z斯拉夫·紀傑克（Slavoj Zizek）